# Prazepam

Strukturformel för prazepam.

Prazepam, summaformel C19H17ClN2O, är ett ångestdämpande och lugnande preparat som tillhör gruppen bensodiazepiner.
Substansen är narkotikaklassad och ingår i förteckning P IV i 1971 års psykotropkonvention, samt i förteckning IV i Sverige.